# Saint-Eugène (Saône-et-Loire)
Saint-Eugène település Franciaországban, Saône-et-Loire megyében. Lakosainak száma 150 fő (2022. január 1.). Saint-Eugène La Tagnière, La Boulaye, Charmoy, Dettey, Dompierre-sous-Sanvignes, Saint-Berain-sous-Sanvignes, Sanvignes-les-Mines és Toulon-sur-Arroux községekkel határos.

## Népesség
A település népessége az elmúlt években az alábbi módon változott:
| Lakosok száma | 148  | 142  | 155  | 151  | 156  | 154  | 153  | 151  | 150  |
|               | 2013 | 2015 | 2016 | 2017 | 2018 | 2019 | 2020 | 2021 | 2022 |